# Archipiélago Oura
Archipiélago Oura es un grupo de islas cerca de la ciudad de Pori, en el país europeo de Finlandia. Es una parte del municipio de Merikarvia. El archipiélago consta de unas 300 islas, y se localiza en las coordenadas geográficas 61°50′00″N 21°19′55″E / 61.833358, 21.331949
El archipiélago de Oura es famoso por el festival anual de ópera Oura.